# Port d'Açu
Le port d'Açu, en portugais Porto do Açu, est un important complexe industrialo-portuaire situé au nord de l'Etat de Rio de Janeiro à 400 km de Rio de Janeiro dans la municipalité de São João da Barra,. Son emplacement est stratégique pour l'industrie pétrolière, car il est proche des gisements des bassins de Campos et Espírito Santo. Il est financé par la Chine.
Il a été conçu et construit par le Groupe EBX, contrôlé par Eike Batista, qui détient désormais une participation minoritaire dans l'entreprise. Il a d'abord appartenu à LLX Logística SA, par l'intermédiaire de LLX Porto do Açu Ltda. (LLX Açu) et LLX Minas-Rio Logística Ltda. (LLX Minas Rio) et appartient désormais à la filiale du groupe EBX, Prumo Logística Global (ex-LLX logistica) en    partenariat avec le Port d’Antuérpia Internacional (PAI), filiale de l’autorité portuaire brésilienne.
Son but est affiché est de faciliter l’exportation des ressources minières et des hydrocarbures dont la Chine a besoin pour soutenir sa croissance. En retour, les investissements chinois permettent au Brésil de financer l'exploitation des gisements off shore découverts au large de Rio de Janeiro.
Le chantier a commencé en octobre 2007 et a été inauguré en octobre 2014. Un processus a accompagné la réinstallation des familles vivant jusque là du produit de leurs exploitations agricoles et situées dans la zone d’influence du projet.
Initialement conçu sur 90 km², il en fait aujourd'hui 130 km². Le projet du port d’Açu comprenait un complexe métallo-mécanique, une aire de stockage en vrac pour produits liquides avec 9 terminaux d'une profondeur allant jusqu’à 25 m, une unité de construction navale, un complexe thermoélectrique, une raffinerie de pétrole, et des plateformes offshore et IT, une usine de bouletage de minerai de fer, des aciéries et des cimenteries.
Porto do Açu possède deux terminaux (T1, onshore opérationnel depuis octobre 2014 et T2, offshore) et 17 km de quai, qui peuvent recevoir jusqu'à 47 navires.

## Caractéristiques
Il s'agit de la plus grande infrastructure portuaires en Amérique du Sud. Lancée par Eike Batista et la gouverneure Rosinha Garotinho fin 2006, sa construction a commencé en octobre 2007 et son fonctionnement devait commencer au premier semestre 2012 . Avec une superficie de 130 km², soit plus de 20% de l'ensemble du territoire de la municipalité de São João da Barra, Porto do Açu sert de fer de lance au développement de la région, car le site a attiré une série d'industries grâce aux facilités logistiques et aux synergies avec les entreprises déjà installées et celles projetées.
Les terminaux sont protégés par un brise-lames à caissons. Il est composé de 42 blocs de béton coulés et empilés. Pour la construction, les trois plus grands chantiers flottants du monde ont été engagés: Kugira, appartenant à la société espagnole Acciona ainsi que Mar del Aneto et Mar del Enol, appartenant à  la société espagnole FCC. Ce brise-lames a la particularité d'étre équipé pour l'acheminement des cargaisons vers les pétroliers ancrés à Porto do Açu, qui a été développé sur le brise-lames du terminal 1.   

### Terminal 1
Le Terminal 1 est destiné au minerai de fer et au pétrole. Il dispose d'un pont d'accès, d'un canal d'accès des digues et d'un bassin d'évolution.
Le canal d'accès mesure 2,9 km de long et a été monté sur 662 pieux enfoncés dans le fond marin. Il mesure 27,5 mètres de large, permettant la circulation des navires lourds. De plus, de puissants convoyeurs assurent le transport des minéraux jusque là.
Opérationnel depuis octobre 2014 avec la manutention de minerai de fer, T1 a traité plus de 16 millions de tonnes de minerai de fer tout au long de 2016. Ferroport (partenariat entre Prumo et Anglo American) a la capacité de traiter 26,5 millions de tonnes de minerai de fer par an. Le fer arrive au port par un tapis roulant couvert, qui relie la mine de Conceição do Mato Dentro (MG) au terminal. Avec une profondeur actuelle de 20,5 mètres, le terminal peut recevoir des navires Panamax et Capesize (220 000 tonnes).
Le terminal pétrolier (T-OIL), inauguré en août 2016, dispose de 3 postes à quai, a une capacité de 1,2 million de barils par jour.
Le premier contrat de T-OIL a été pour la société BG Brasil, du groupe Shell, pour le transbordement de 200 mille barils de pétrole par jour, ce qui équivaut à environ 20% de la capacité journalière du terminal. Cette opération, réalisée dans une zone abritée par le brise-lames, offre une grande sécurité de transbordement tout au long de l'année.
Dans un premier temps, l'opération de transbordement est réalisée avec des navires Capesizes, mais le dragage du terminal à 25 mètres a déjà commencé, ce qui permettra l'accostage de plus gros navires, de type Very Large Crude Carrier - VLCC (320 mille tonnes).

### Terminal 2
T2 est un terminal terrestre installé autour d'un chenal de navigation de 6,5 km de long, 300 mètres de large et jusqu'à 14,5 mètres de profondeur. La première opération commerciale sur le canal T2 a eu lieu en novembre 2014.
Avec 13 km de quais, T2 gère les cargaisons de bauxite et de coke et a la capacité de gérer des conteneurs, des roches, des céréales agricoles, des véhicules, du vrac liquide et solide, des produits pétroliers et des marchandises en général. Le terminal abrite également une zone destinée à l'industrie soutenant les opérations E&P pétrolières et gazières.

## Infrastructure
Dès le début, le projet a été conçu pour s'intégrer à la mine de fer du groupe MMX située dans la commune de Conceição do Mato Dentro, dans le Minas Gerais, avec une capacité de production estimée à 26,5 millions de tonnes par an et un pipeline de 529 km de long sera utilisé pour transporter le minerai de fer jusqu'au terminal portuaire. Cependant, le pipeline et l'usine d'enrichissement ont été vendus par Eike Batista pour 5,5 milliards de dollars américains à Anglo American, dans le cadre d'un accord qui impliquait toujours des actifs de MMX Amapá (projet minier intégré au chemin de fer et au port) et MMX Corumbá.
Le système Minas-Rio est entré en service en 2014  avec l'exploitation de la mine et du pipeline, et l'exportation du minerai via le terminal de minerai de fer de Porto do Açu.
Un corridor logistique de 48 km de long et 400 m de large sera également construit, reliant le port à la ville de Campos dos Goytacazes. Le corridor comprendra des voies routières, des voies ferrées et des zones pour les lignes de transmission, en plus des conduites d'eau, de gaz et de télécommunications. Le couloir aura la capacité de recevoir jusqu'à 100 000 véhicules par jour.

## Développements près de Porto
(juin 2021).
Porto do Açu a été conçu selon le concept de l' industrie portuaire , développant plusieurs projets en parallèle du port lui-même, s'imposant comme un maillon efficace du commerce international . Le projet inclut plusieurs autres sociétés dans le tableau ci-dessous.
| Compagnie                                              | Propriété | Statut       |
| ------------------------------------------------------ | --- | ------------ |
| Edison Chouest Offshore (ECO)                          | Base de support | opérationnel |
| NOV (National Oilwell Varco                            | Usine de production de tubes flexibles | opérationnel |
| Ferro Port (partenariat entre Prumo et Anglo American) | Terminal de minerai de fer | opérationnel |
| Açu Petróleo (partenariat entre Prumo et Oiltanking)   | Terminal pétrolier | opérationnel |
| Technip                                                | Usine de production de tubes flexibles | opérationnel |
| InterMoor                                              | Unité qui fournit des services d'ancrage, fondations et services sous-marins                                                                         | opérationnel |
| Bob                                                    | Terminal de chargement multiple de port (T-MULT) | opérationnel |
| BP Prumo (partenariat entre Prumo et BP)               | Terminal de carburant marin pour l'importation, l'exportation, vente, stockage, mélange, distribution et / ou commercialisation de carburants marins | opérationnel |
| Wärtsilä                                               | Usine de moteurs et services d'expédition | opérationnel |
| Marque environnementale                                | Services de collecte, de traitement et d'élimination des déchets                                                                                     | en cours     |
| Vallourec                                              | Stockage et approvisionnement juste à temps tubes et services spécialisés                                                                            | en cours     |
| Anglo-américain                                        | Filtration du minerai de fer reçu par le pipeline | en cours     |

Parmi les clients déjà installés à Porto do Açu se trouve l'Américain Edison Chouest Offshore (en) (ECO). Avec 1 030 mètres de poste d'amarrage, la base disposera de 16 postes d'amarrage, en plus d'un chantier de réparation navale pour ses propres navires et ceux de tiers. Ce sera la plus grande base de soutien offshore au monde.
L'opération d'ECO débuté en avril 2016 pour remplir un contrat avec Petrobras, utilise 6 postes d'amarrage de soutien offshore. De plus, en août 2016, la société a commencé à exploiter un berceau pour Chevron. L'unité devrait être pleinement opérationnelle d'ici la fin de 2017.
D'autres sociétés exploitent déjà leurs unités dans le Terminal 2 de Porto do Açu, comme la société américaine NOV Inc. (en), spécialisée dans la fourniture de composants mécaniques pour les plates-formes de forage onshore et offshore. L'unité de production de tubes flexibles, en service depuis novembre 2014, dispose d'une capacité de production de 250 km de produit par an, en plus d'une zone de stockage et de tests de matériaux.
Technip, proposant des services et des solutions technologiques pour les domaines de développement en eau profonde, les installations offshore et les unités de traitement onshore, exploite également son unité à Porto do Açu depuis 2014. Sur place, l'entreprise a construit sa plus grande unité de production de tuyaux flexibles, avec 500 m de quai et 289 800 m² de surface totale.
La société américaine InterMoor (en), également leader dans la fourniture de services d'ancrage, de fondations et de services sous-marins, propose également des solutions innovantes pour les plates-formes mobiles et les services d'installation offshore. L'entreprise a construit une unité à Porto do Açu qui offre un soutien logistique et des services spécialisés à l'industrie pétrolière et gazière.
Une autre entreprise déjà installée est le Finlandais Wärtsilä  un leader mondial dans la fourniture de moteurs et la prestation de services pour les navires et les centrales thermiques. L'entreprise a choisi T2 pour installer sa première usine d'assemblage et de production de groupes électrogènes et de moteurs de navires au Brésil. L'unité a ouvert ses portes en mars 2015.
En juin 2016, Prumo Logística, une entreprise qui développe et exploite Porto do Açu, a organisé un événement pour inaugurer trois terminaux: le terminal Multicargas (T-MULT), le terminal pétrolier (T-OIL) et le Carburants marins (Tecma).  
Le T-MULT (Terminal Multicargas) est un terminal appartenant à la société, et dispose de 2 postes d'amarrage installés sur 500 mètres de quais et d'une capacité de manutention de 4 millions de tonnes par an (entre solide, liquide et cargo). D'une profondeur de 14,5 mètres, le terminal peut recevoir des navires Panamax. T-MULT gère déjà la bauxite, le charbon, le coke et les marchandises générales (comme les camions utilisés dans les mines, l'équipement de forage, entre autres).
TECMA (Açu Marine Fuel Terminal), le partenariat de Prumo avec BP Marine, importe, exporte, vend, stocke, mélange, distribue et / ou commercialise des carburants marins, sous la marque BP. Ce centre d'approvisionnement répond aux demandes des navires de tailles et d'activités les plus variées, tels que les PSV (Platform Supply Vessels) et les navires côtiers et long-courriers, pour des carburants tels que le diesel marin (MGO - Marine Gas Oil). L'unité a commencé à fonctionner avec la commercialisation du diesel marin.
Le terminal pétrolier (T-OIL) est en service depuis août 2016.
En plus des entreprises déjà en activité, d'autres ont déjà signé un contrat d'installation d'une unité à Porto do Açu. Parmi eux, Marca Ambiental, une entreprise spécialisée dans les multi-technologies pour la gestion intégrée des déchets, qui installera un centre pour fournir des services de collecte, de traitement et d'élimination des déchets en général. La zone est située à l'extrémité du canal du terminal 2 et aura un poste d'amarrage de 100 mètres, composé de deux postes d'amarrage pouvant accueillir des PSV (Platform Supply Vessels), d'une longueur allant jusqu'à 90 m.
Par ailleurs, Vallourec, spécialisée dans les solutions tubulaires premium, qui approvisionne principalement le marché de l'Energie (Pétrole et Gaz, Powergen), va installer une base logistique à Porto do Açu pour servir les compagnies pétrolières opérant dans le bassin de Campos, grâce au stockage et à la fourniture «juste à temps» de tubes et de services spécialisés.
Il est également prévu de développer un hub gazier à Porto do Açu, qui dispose déjà de terminaux méthaniers sous licence et de centrales thermoélectriques d'une capacité de 6 400 GW.

### Capacités d'hébergement
Le complexe portuaire d'Açu prévoit la construction d'un hôtel. Prumo a signé un contrat avec le développeur InterRio pour l'installation du bâtiment à Porto. Le projet occupera une superficie de 10 649 m² et sera situé entre l'entrée des terminaux 1 et 2 (T1 et T2). Il aura dix étages et disposera de 200 chambres au standard standard, avec environ 20 m² chacune.
Un autre partenariat consiste à développer un centre de proximité à Porto do Açu. Le projet comprend la construction de chambres et de magasins, ainsi qu'une station-service et un centre médical. Il est prévu que le Centre aura 8 000 m² de surface totale, avec 2 000 m² de surface locative brute, et répondra à la demande des entreprises et des travailleurs du Complexe Industriel. Parmi les services qui peuvent être fournis sur place figurent les restaurants et les banques, ainsi que les bureaux d'agents maritimes, de comptables et de plusieurs sociétés, entre autres.
De plus, le développement d'une copropriété logistique et industrielle à Porto do Açu est prévu. Avec 340 000 m² de superficie locative brute (GLA), la copropriété offrira des patios et des entrepôts modulaires, ainsi que des espaces pour des projets sur mesure, offrant des services partagés et des options de services à la carte. Le Condominium sera en mesure de répondre à la demande des fournisseurs et sous-traitants de l'industrie O&G, ainsi qu'aux opérateurs logistiques et aux entreprises d'équipements industriels. Situé à 3 minutes des terminaux portuaires, le Condominium disposera d'une route de grande capacité, prête à transporter des équipements de tailles les plus diverses.
Il est prévu qu'au plus fort de la phase opérationnelle, environ 40 000 emplois directs seront générés dans la zone portuaire. Afin d'attirer davantage d'entreprises dans le complexe d'Açú, la municipalité de São João da Barra a promulgué une loi municipale couvrant le complexe portuaire d'Açu en tant que district industriel. Les entreprises qui s'y installent bénéficieront toujours d'incitations fiscales liées à l'ICMS dans le nord de l'État.